# Coppa J.League 2019
La J.League Cup 2019 (2019年のJリーグカップ?), denominata Coppa J.League YBC Levain (2019 JリーグYBCルヴァンカップ?) per ragioni di sponsorizzazione, è stata la ventisettesima edizione della Coppa di Lega nipponica di calcio.

## Formula
Il regolamento prevede una prima fase a gironi a cui prendono parte tutte le squadre della J.League Division 1 più 2 della J.League Division 2, ad eccezione dei club qualificatisi in AFC Champions League 2019, che prendono parte alla competizione a partire dai quarti di finale.
A partire dalla fase ad eliminazione diretta è stato introdotto il VAR.

## Fase a gruppi

### Gruppo A
| Squadra            | Pt | G | V | N | P | RF | RS | DR |
| ------------------ | -- | - | - | - | - | -- | -- | -- |
| Consadole Sapporo  | 9  | 6 | 2 | 3 | 1 | 13 | 11 | +2 |
| V-Varen Nagasaki   | 8  | 6 | 2 | 2 | 2 | 10 | 11 | -1 |
| Yokohama F·Marinos | 8  | 6 | 2 | 2 | 2 | 9  | 8  | +1 |
| Shonan Bellmare    | 7  | 6 | 2 | 1 | 3 | 7  | 9  | -2 |

| 6 marzo 2019               |       |                            |
| V-Varen Nagasaki           | 2 - 1 | Shonan Bellmare            |
| Yokohama F. Marinos        | 1 - 1 | Hokkaido Consadole Sapporo |
| 13 marzo 2019              |       |                            |
| Shonan Bellmare            | 2 - 0 | Yokohama F. Marinos        |
| Hokkaido Consadole Sapporo | 0 - 0 | V-Varen Nagasaki           |
| 10 aprile 2019             |       |                            |
| Hokkaido Consadole Sapporo | 4 - 1 | Shonan Bellmare            |
| Yokohama F. Marinos        | 2 - 2 | V-Varen Nagasaki           |
| 24 aprile 2019             |       |                            |
| V-Varen Nagasaki           | 3 - 6 | Hokkaido Consadole Sapporo |
| Yokohama F. Marinos        | 1 - 0 | Shonan Bellmare            |
| 8 maggio 2019              |       |                            |
| Shonan Bellmare            | 1 - 0 | V-Varen Nagasaki           |
| Hokkaido Consadole Sapporo | 0 - 4 | Yokohama F. Marinos        |
| 22 maggio 2019             |       |                            |
| V-Varen Nagasaki           | 3 - 1 | Yokohama F. Marinos        |
| Shonan Bellmare            | 2 - 2 | Hokkaido Consadole Sapporo |

### Gruppo B
| Squadra        | Pt | G | V | N | P | RF | RS | DR |
| -------------- | -- | - | - | - | - | -- | -- | -- |
| Vegalta Sendai | 12 | 6 | 3 | 3 | 0 | 9  | 5  | +4 |
| FC Tokyo       | 10 | 6 | 3 | 1 | 2 | 6  | 4  | +2 |
| Sagan Tosu     | 5  | 6 | 1 | 2 | 3 | 3  | 6  | -3 |
| Kashiwa Reysol | 5  | 6 | 1 | 2 | 3 | 4  | 7  | -2 |

| 6 marzo 2019   |       |                |
| Kashiwa Reysol | 2 - 1 | F.C. Tokyo     |
| Sagan Tosu     | 1 - 3 | Vegalta Sendai |
| 13 marzo 2019  |       |                |
| Vegalta Sendai | 2 - 1 | F.C. Tokyo     |
| Kashiwa Reysol | 0 - 1 | Sagan Tosu     |
| 10 aprile 2019 |       |                |
| Vegalta Sendai | 2 - 1 | Kashiwa Reysol |
| F.C. Tokyo     | 1 - 0 | Sagan Tosu     |
| 24 aprile 2019 |       |                |
| F.C. Tokyo     | 2 - 0 | Kashiwa Reysol |
| Vegalta Sendai | 1 - 1 | Sagan Tosu     |
| 8 maggio 2019  |       |                |
| F.C. Tokyo     | 0 - 0 | Vegalta Sendai |
| Sagan Tosu     | 0 - 0 | Kashiwa Reysol |
| 22 maggio 2019 |       |                |
| Kashiwa Reysol | 1 - 1 | Vegalta Sendai |
| Sagan Tosu     | 0 - 1 | F.C. Tokyo     |

### Gruppo C
| Squadra        | Pt | G | V | N | P | RF | RS | DR |
| -------------- | -- | - | - | - | - | -- | -- | -- |
| Cerezo Osaka   | 11 | 6 | 3 | 2 | 1 | 9  | 4  | +5 |
| Nagoya Grampus | 9  | 6 | 2 | 3 | 1 | 11 | 11 | 0  |
| Oita Trinita   | 7  | 6 | 2 | 1 | 3 | 7  | 10 | -3 |
| Vissel Kōbe    | 5  | 6 | 1 | 2 | 3 | 6  | 8  | -2 |

| 6 marzo 2019   |       |                |
| Oita Trinita   | 2 - 1 | Cerezo Osaka   |
| Nagoya Grampus | 2 - 2 | Vissel Kobe    |
| 13 marzo 2019  |       |                |
| Nagoya Grampus | 2 - 1 | Oita Trinita   |
| Vissel Kobe    | 0 - 0 | Cerezo Osaka   |
| 10 aprile 2019 |       |                |
| Vissel Kobe    | 2 - 0 | Oita Trinita   |
| Cerezo Osaka   | 3 - 0 | Nagoya Grampus |
| 24 aprile 2019 |       |                |
| Oita Trinita   | 2 - 2 | Nagoya Grampus |
| Cerezo Osaka   | 1 - 0 | Vissel Kobe    |
| 8 maggio 2019  |       |                |
| Oita Trinita   | 2 - 1 | Vissel Kobe    |
| Nagoya Grampus | 2 - 2 | Cerezo Osaka   |
| 22 maggio 2019 |       |                |
| Vissel Kobe    | 1 - 3 | Nagoya Grampus |
| Cerezo Osaka   | 2 - 0 | Oita Trinita   |

### Gruppo D
| Squadra          | Pt | G | V | N | P | RF | RS | DR |
| ---------------- | -- | - | - | - | - | -- | -- | -- |
| Gamba Osaka      | 11 | 6 | 3 | 2 | 1 | 10 | 5  | +5 |
| Júbilo Iwata     | 9  | 6 | 3 | 0 | 3 | 6  | 8  | -2 |
| Shimizu S-Pulse  | 8  | 6 | 2 | 2 | 2 | 8  | 8  | 00 |
| Matsumoto Yamaga | 5  | 6 | 1 | 2 | 3 | 6  | 9  | -3 |

| 6 marzo 2019     |       |                  |
| Júbilo Iwata     | 1 - 0 | Gamba Osaka      |
| Matsumoto Yamaga | 2 - 1 | Shimizu S-Pulse  |
| 13 marzo 2019    |       |                  |
| Gamba Osaka      | 2 - 1 | Matsumoto Yamaga |
| Shimizu S-Pulse  | 1 - 0 | Júbilo Iwata     |
| 10 aprile 2019   |       |                  |
| Shimizu S-Pulse  | 1 - 1 | Gamba Osaka      |
| Matsumoto Yamaga | 1 - 3 | Júbilo Iwata     |
| 24 aprile 2019   |       |                  |
| Shimizu S-Pulse  | 2 - 2 | Matsumoto Yamaga |
| Gamba Osaka      | 4 - 1 | Júbilo Iwata     |
| 8 maggio 2019    |       |                  |
| Júbilo Iwata     | 1 - 0 | Matsumoto Yamaga |
| Gamba Osaka      | 3 - 1 | Shimizu S-Pulse  |
| 22 maggio 2019   |       |                  |
| Júbilo Iwata     | 0 - 2 | Shimizu S-Pulse  |
| Matsumoto Yamaga | 0 - 0 | Gamba Osaka      |

## Fase ad eliminazione diretta

### Spareggi
Gli spareggi tra le prime e le seconde classificate si tennero il 19 e 26 giugno 2019.
|                  |       |                   | Andata | Ritorno |  |
| ---------------- | ----- | ----------------- | ------ | ------- |  |
| Júbilo Iwata     | 2 - 4 | Consadole Sapporo | 1 - 2  | 1 - 2   |  |
| Nagoya Grampus   | 2 - 1 | Vegalta Sendai    | 2 - 0  | 0 - 1   |  |
| FC Tokyo         | 2 - 1 | Cerezo Osaka      | 1 - 0  | 1 - 1   |  |
| V-Varen Nagasaki | 3 - 4 | Gamba Osaka       | 1 - 4  | 2 - 0   |  |

### Quarti di finale

#### Andata
| Arbitro: | Yūichi Nishimura |

|                                                   |           |                                |
| Anderson Lopes 19’, 83’ (rig.) Akito Fukumori 51’ | Marcatori | 3’, 21’ Leandro Marcos Pereira |

| Arbitro: | Yūdai Yamamoto |

|                |           |  |
| Shū Kurata 39’ | Marcatori |  |

| Arbitro: | Hiroyuki Kimura |

|                                      |           |                                           |
| Shinzō Kōroki 58’ Tomoaki Makino 60’ | Marcatori | 35’ Bueno 38’ Shōma Doi 43’ Shintarō Nago |

| Arbitro: | Nobutsugu Murakami |

|                                    |           |  |
| Kei Chinen 15’ Yasuto Wakizaka 61’ | Marcatori |  |

#### Ritorno
| Arbitro: | Kōichirō Fukushima |

|                  |           |                   |
| Daiki Watari 49’ | Marcatori | 9’ Anderson Lopes |

| Arbitro: | Yoshirō Imamura |

|                                       |           |            |
| Diego Oliveira 20’ Kyōsuke Tagawa 67’ | Marcatori | 76’ Patric |

| Arbitro: | Ryūji Satō |

|                               |           |                                 |
| Tomoya Inukai 66’ Shō Itō 87’ | Marcatori | 28’ Ewerton 77’ Takahiro Sekine |

| Arbitro: | Hajime Matsuo |

|                                |           |                                       |
| Ariajasuru Hasegawa 73’ Jô 89’ | Marcatori | 53’ Hokuto Shimoda 81’ Leandro Damião |

### Semifinali

#### Andata
| Arbitro: | Hiroyuki Kimura |

|                                    |           |                 |
| Takashi Usami 74’ Shū Kurata 90+5’ | Marcatori | 87’ Kim Min-tae |

| Arbitro: | Yūichi Nishimura |

|                                                          |           |                      |
| Hidemasa Morita 27’ Yasuto Wakizaka 82’ Hiroyuki Abe 85’ | Marcatori | 10’ Ryōhei Shirasaki |

#### Ritorno
| Arbitro: | Masaaki Iemoto |

|                    |           |  |
| Musashi Suzuki 76’ | Marcatori |  |

| Kashima 13 ottobre 2019 | Kashima Antlers | 0 – 0 referto | Kawasaki Frontale | Kashima Soccer Stadium (19.127 spett.)\| Arbitro: \| Minoru Tōjō \| |
| Arbitro:                | Minoru Tōjō     |               |                   |                                                                     |

### Finale
| Arbitro: | Yūsuke Araki |

|                                                      |                      |                                           |
| Daiki Suga 10’ Kazuki Fukai 90+5’ Akito Fukumori 99’ | Marcatori            | 45+3’ Hiroyuki Abe 88’, 109’ Yū Kobayashi |
|                                                      | Tiri di rigore 4 – 5 |                                           |

## Premi
- Miglior giocatore: Shōta Arai -  Kawasaki Frontale
- Capocannoniere: Musashi Suzuki -  Consadole Sapporo
- Premio "Nuovo Eroe": Keito Nakamura -  Gamba Osaka